# Božidar Vrhovac
Božidar Vrhovac, hrvaški zdravnik, pedagog in akademik, * 1936, Zagreb, † 4. december 2009.
Vrhovac je bil predavatelj na Medicinski fakulteti v Zagrebu; bil je tudi član Hrvaške akademije znanosti in umetnosti, bivše Jugoslovanske akademije znanosti in umetnosti in Akademije za medicinske znanosti Hrvaške.